# När du ser en droppe glittra
När du ser en droppe glittra är en psalm med dansk text skriven 1978 av Holger Lissner och översatt 1996 till svenska av Per Harling. Musiken är skriven 1984 av Holger Lissner.

## Publicerad som
- Nr 723 i Verbums psalmbokstillägg 2003 under rubriken "Dopet".